# Димитър Мърнявчевич
Димитър Мърнявчевич (на сръбски: Дмитар Мрњавчевић) (? – † след 1407 г.) е най-младият син на крал Вълкашин и съпругата му Елена. След като османците настъпват към Прилеп, той отива на служба при унгарския крал Сигизмунд Люксембургски, който го прави кастелан на град Вилагош (дн.в Румъния). Димитър също така е и жупан на Арад (исторически Банат).
За първи път Димитър е споменат в документ от 1376/1377 г. в църквата „Св. Димитър“ близо до Скопие, чието строителство е започнато още от баща му Вълкашин.
След като по-големите му братя Крали Марко и Андриаш заемат различни позиции по отношение на завоевателите османци (докато Крали Марко избира да бъде техен верен васал, Андриаш отказва да им служи), Димитър подкрепя Андриаш и заедно с него през 1394 г. се отправя към Дубровник, за да вземат оставеното там на съхранение от баща им състояние в размер на около 5600 перпери. След това двамата братя заминават за Унгария и през 1395 г. вероятно воюват на страната на крал Сигизмунд срещу турците в битката при Ровине, в която поне за Андриаш има сведения, че загива (Дечанската хроника от XV в.). Димитър се споменава в архивите на Съвета на Дубровник от 1399 г. като поданик на унгарския крал. През следващата 1400 г. той отново е в Дубровник, както сочи писмото на войводата Хървое Вукчич Хърватинич от 8 април 1400 г. В Дубровнишки документи е споменат и през декември 1402 и март 1403 г. под името dominus Dmitrius, когато е изпратен от унгарския крал да прибере дължимия данък.
Точната дата на смъртта на Димитър Мърнявчевич не е известна. Знае се, че до смъртта си той изпълнява длъжността кастелан на Вилагош (днес в Румъния) и че умира между 30 юни 1407 г., когато се споменава за последен път в документите, и 1410 г., когато вече длъжността кастелан на Вилагош е преминала към друго лице.

## Етническа принадлежност
Трябва да се отбележи, че наложената хипотеза за сръбската етническа принадлежност на Димитър Мърнявчевич и неговия брат Крали Марко, се базира единствено на съчинението на Мавро Орбини от 16 век „Царството на славяните“. За местния им български произход, обаче свидетелстват редица летописци и хронисти от по-старо време, сред които Константин Михайлович, Йоан Музаки, Сфранцес, Теодор Кантакузин, Йосиф бен Йошуа, Филип Лоренц и други, които сочат недвусмислено Крали Марко като „български княз“. Също така голям брой по-късни изследователи като Адам Кърчевич, Василе Петрович, Иларион Руварац, Владимир Чорович поддържат становището, че Крали Марко е „родом българин“, което очевидно се отнася и за неговите братя.